# Celastrina serotina
Celastrina serotina es una mariposa de la familia Lycaenidae. Se encuentra en el noreste de Estados Unidos y el este de Canadá hasta la altura de la línea de los árboles.
El ala anterior mide de 10 a 15 mm. Hay una generación por año. Vuela entre mediados de mayo a mediados de junio en Ontario después que Celastrina ladon y antes que Celastrina neglecta. Se sabe que las larvas se alimentan de ácaros formadores de agallas, además de las agallas (e. g. Eriophyes cerasicrumena), lo cual las hace uno de los pocos lepidópteros carnívoros.

## Especies similares
- Celastrina ladon
- Celastrina neglecta
- Celastrina idella
- Celastrina lucia